# Diara Rocha
Diara Rocha, née Diara Kady Monteiro Vieira Lopes Rocha, le 8 juillet 1970 à São Vicente, est une chercheuse capverdienne, professeure assistante à l'Université de Mindelo et à l'Université du Cap-Vert (UniCV). Sa recherche s'est distinguée par l'étude des propriétés de quelques plantes (menthe, fenouil commun, menthe pouliot) dans le traitement de maladies telles que la malaria et la dengue.

## Parcours
Rocha est licenciée en biologie de la faculté de sciences de l'Université de Lisbonne, maître de conférences en Production agricole tropicale et docteure de l'Université nouvelle de Lisbonne, Institut d'hygiène et médecine tropicale (UNL-IHMT), en Sciences biomédicales, spécialisée en Parasitologie, ayant travaillé de nombreuses années en Santé publique et médecine tropicale.
Dans sa recherche en tant que doctorante (pendant laquelle elle a été boursière de la Fondation Calouste Gulbenkian), elle a révélé les propriétés insecticides des plantes appartenant à l'univers floral des îles du Cap Vert, utiles pour combattre les vecteurs de la malaria et de la dengue,. En découvrant des maladies tropicales inattendues dans les Pays africains de langue officielle portugaise (PALOP), recherche promue par le Programme Gulbenkian d'aide au développement et par The International Society for Neglected Tropicale Diseases (2013), Rocha a déclaré : « Au niveau de laboratoire (...) Nous pouvons dire que nous avons déjà quelques plantes et des composés actifs à potentialité insecticide », tout en continuant à étudier le fenouil commun et la menthe pouliot, plantes qui existent au Portugal et au Cap Vert. Lors de cette découverte, elle a signalé également les avantages des plantes, par rapport aux insecticides utilisés habituellement, ces dernières étant moins nuisibles tant pour les personnes que pour l'environnement.
Dans le contexte de la pandémie Covid-19, en raison de la pénurie de désinfectants dans le marché capverdien, fondamental pour empêcher l'infection et la propagation du virus, Rocha a commencé à produire un désinfectant pour les mains à usage personnel, qu'elle a distribué gratuitement à des amis et des institutions, jusqu'à quelques organismes officiels de l'Île de San Vicente, comme la Maison de la soupe de l'église du Nazareno,.
La chercheuse a étudié les protocoles de l'Organisation mondiale de la santé pour la production d'antiseptiques. Le travail de recherche qu'elle a développé pendant son doctorat a facilité l'accès au matériel de préparation de la solution faite à la base d'alcool, d'eau oxygénée et glycérol. Ce dernier composant fut cédé par le laboratoire de la Faculté d'Éducation et Sport du Centre Mindelo de l'Université du Cap Vert. Le produit fut contenu dans des flacons cachetés avec du parafilm, un film souple utilisé principalement dans les laboratoires. Rocha est en train d'essayer de certifier le produit, il se trouve en attente de l'approbation de la ERIS, pour ainsi pouvoir le distribuer dans des foyers de personnes âgées et de personnes nécessiteuses.
D'autre part, avec le soutien du Département de l'Éducation artistique de la FAED (UniCV), elle a réalisé un patron base en vue de la production de masques. Dans ce cadre, toute la communauté locale (notamment les couturières qui ne sont plus en activité et les étudiantes de l'Éducation artistique), s'est unie.

## Reconnaissances et prix
- 2012 - Prix de la meilleure présentation des III Journées Scientifiques de l'Institut d'Hygiène et Médecine Tropicale de l'Université de Lisbonne[6].

## Publications
- 2019 - Impacts des Altérations Climatiques sur la Santé Publique et l'élaboration de l'éducation au Cap Vert[7].
- 2019 - L'impact de la dengue dans les îles du Cap-Vert, l'apparition de pousses et les mesures implémentées sur le terrain pour le contrôle de la maladie. Étude de cas : enquête sur l'île de San Vicente, zone rurale versus zone urbaine, sur la connaissance et prévention de la dengue[8].
- 2019 - L'importance des plantes medicinales au Cap-Vert. Étude de cas : connaissance traditionnelle des plantes médicinales de San Vicente, moyen urbain versus environnement rural.
- 2019 - Impacts des Altérations climatiques sur la Santé Publique et l'élaboration de l'éducation au Cap Vert.
- 2016 - La productivité de la colonie de Phlebotomus perniciosus (Diphtérie, Psychodidae) de IHMT / UNL: larves, pupae et adultes.
- 2015 - Potentiel de Mentha pulegium for moustique contrôle / Potentialité de la Menthe Pulegium (poleo) dans le contrôle de moustiques[9].
- 2015 - Larvicidal Activity against Aedes aegypti of Foeniculum vulgare Essential Oils from le Portugal and Cape Vert[10].
- 2013 - Plantes médicinales tropicales et méditerranéennes avec propriétés biocides dans le contrôle d'insectes vecteurs d'agents pathogènes, Institut d'Hygiène et Médecine Tropicale, orient. Maria Teresa Lourenço Marques Novo[11].
- 2013 - Insecticidal activity of Tropical and mediterranean plant product against Aedes aegypti larvae[12].
- 2012 - The laboratory colony of Phlebotomus perniciosus (Diptera, Psychodidae) from Institut d'Hygiène et Médecine Tropicale, Université Nouvelle de Lisbonne, le Portugal: establishment, maintenance and application.
- 2011 - Immune Reactivity Te le Dengue and Aedes albopictus Mosquitoes in the Population from Macao, la Chine, Before Dengue Occurrence[13].